# إيرل ميدوز
إيرل ميدوز (بالإنجليزية: Earle Meadows) هو منافس ألعاب قوى أمريكي، ولد في 29 يونيو 1913 في كورينث في الولايات المتحدة، وتوفي في 11 نوفمبر 1992 في فورت وورث في الولايات المتحدة.

## وصلات خارجية
- إيرل ميدوز على موقع الاتحاد الأمريكي لسباقات المضمار والميدان، قاعة المشاهير (الإنجليزية)
- إيرل ميدوز على موقع أوليمبيديا (الإنجليزية)
- إيرل ميدوز على موقع IMDb (الإنجليزية)
- إيرل ميدوز على موقع الموسوعة البريطانية (الإنجليزية)